# Eutachycines gialaiensis
Eutachycines gialaiensis är en insektsart som först beskrevs av Andrej Vasiljevitj Gorochov 1994.  Eutachycines gialaiensis ingår i släktet Eutachycines och familjen grottvårtbitare. Inga underarter finns listade i Catalogue of Life.